# Clift Sangra
Pour les articles homonymes, voir Sangra et Natalia (homonymie).
Clift Sangra de son vrai nom Clift Andro Natalia est un acteur indonésien né en 1965.
Il est considéré comme une personnalité pour le moins excentrique en raison de son mariage controversé avec l'artiste Suzzanna qui dura jusqu'à sa mort.

## Filmographie
- 1982 : Sangkuriang : Sangkuriang
- 1983 : Perkawinan Nyi Blorong : Le prince Tejo Arum
- 1983 : Kupu-Kupu Putih : Ferdi
- 1983 : Barang Terlarang : Rudy
- 1984 : Dia Sang Penakluk : Anton
- 1990 : Tapak-Tapak Berdarah
- 1991 : Ajian Ratu Laut Kidul
- 1991 : Perjanjian Di Malam Keramat
- 2008 : Hantu Ambulance
- 2018 : Suzzanna: Buried Alive